# ماسون بينيت
ماسون بينيت (بالإنجليزية: Mason Bennett)‏ (15 يوليو 1996 في المملكة المتحدة - ) هو لاعب كرة قدم بريطاني في مركز الهجوم. شارك مع منتخب إنجلترا تحت 16 سنة لكرة القدم ومنتخب إنجلترا تحت 17 سنة لكرة القدم ومنتخب إنجلترا تحت 19 سنة لكرة القدم. أما مع النوادي، فقد لعب مع برادفورد سيتي وديربي كاونتي ونادي بيرتن ألبيون ونادي تشيسترفيلد.

## وصلات خارجية
- ماسون بينيت على موقع قاعدة بيانات كرة القدم.إي يو (الإنجليزية)
- ماسون بينيت على موقع Soccerbase.com (لاعب) (الإنجليزية)
- ماسون بينيت على موقع Soccerway.com (الإنجليزية)
- ماسون بينيت على موقع عالم كرة القدم.نت (الإنجليزية)